# Сірий Клин

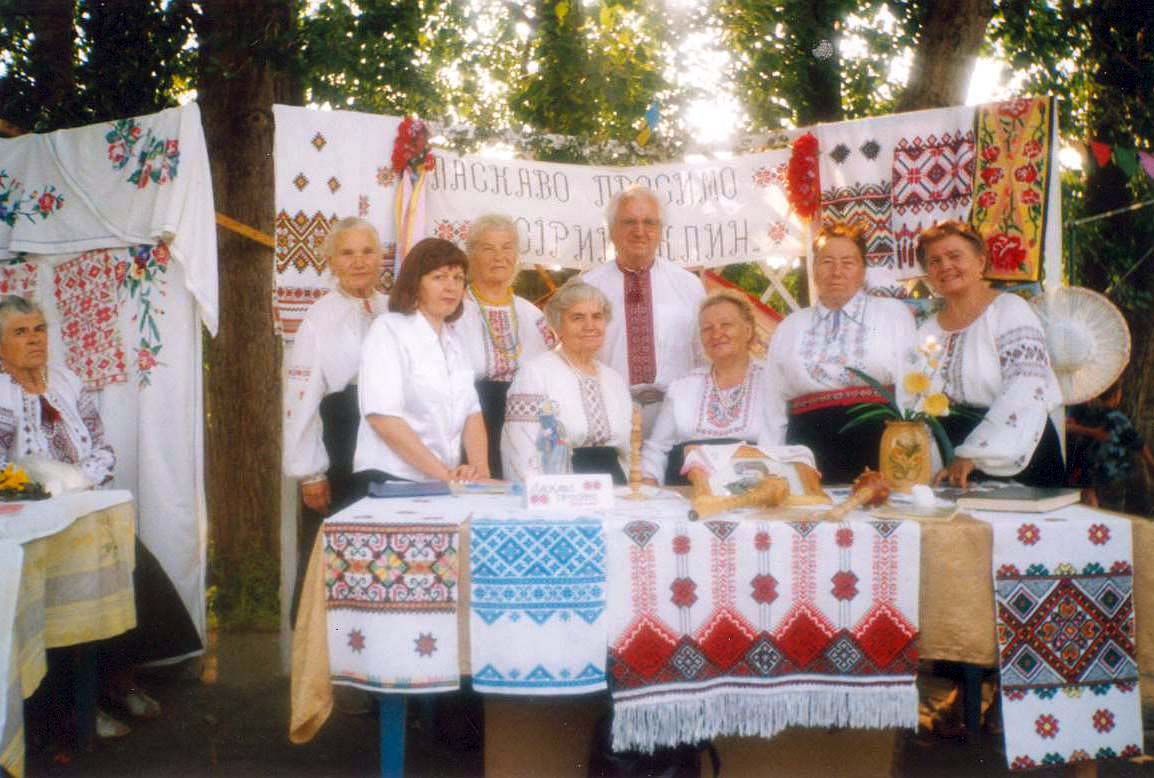
Етнічні українці Сірого Клину

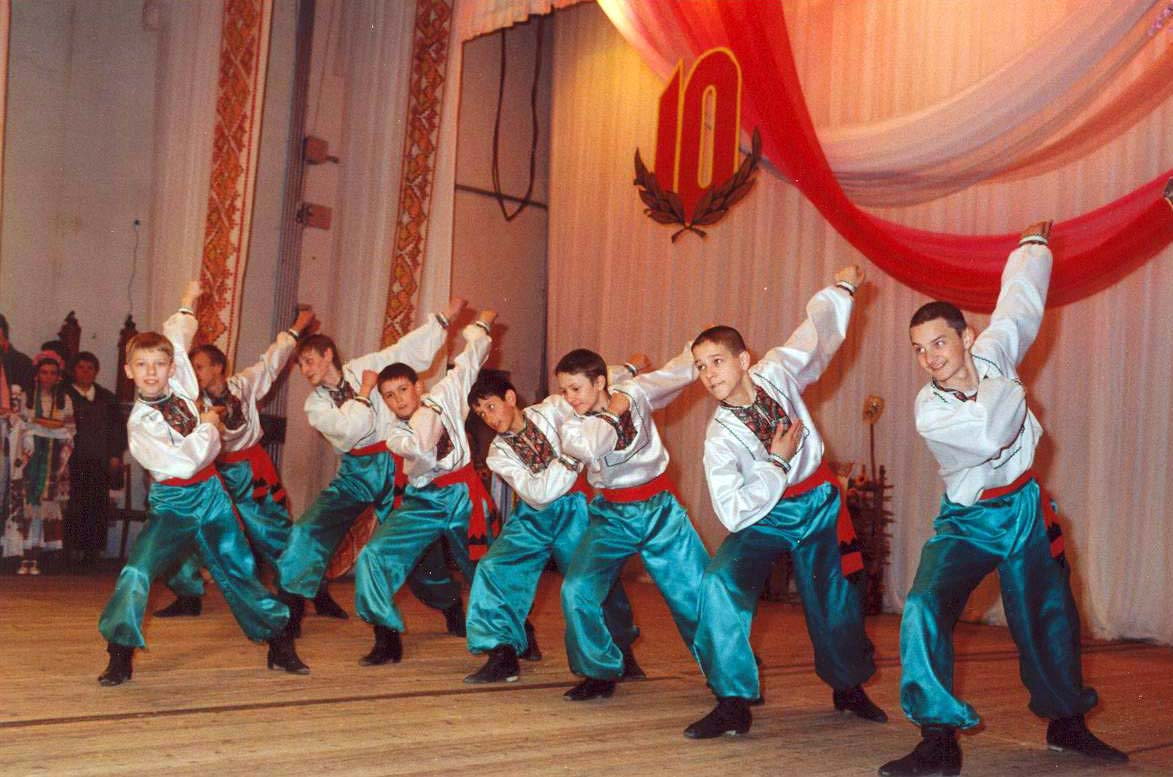
Вистава етнічних українців Сірого Клину

Сірий Клин, Сіра Україна — регіон, заселений українцями, що розташований на Південно-Західному Сибіру і Північному Казахстані. Масово заселений українцями з кінця XIX—початку XX століття. Площа складає близько 460 000 км².
В 1917—1920 у Сірому Клині був розгорнутий рух за Українську Державну Автономію

## Географія Сірого Клину
Сірий Клин — це колишній Степовий край, тобто сучасний північний Казахстан, південь Омської області, Барабинський степ у Новосибірській області, Кулундинський степ — частково в Новосибірській, а частково в Алтайському краї, а також деякі інші райони Алтаю.

## Історія

### Епізодична колонізація
Вперше українці з'явилися на теренах Західного Сибіру у складі загонів Єрмака Тимофійовича: серед членів військової експедиції згадуються «черкаси» (так звали тоді українських козаків). Одним з них був славетний Черкас Олександров, учасник Єрмакового походу (імовірно, перший історіограф Єрмака) та посольства до Івана Грозного, а з 1598 — отаман тобольських служилих кінних татар.
Від перших десятиліть після анексії Сибіру Московією українці вербувалися для служби у сибірських окупаційних залогах. Ймовірно, були вони й у складі тих загонів, що першими прийшли на терени сучасної Новосибірської області того ж таки 1598 нанесли остаточну поразку ханові Кучум на річці Ірмінь, поблизу її впадіння в ріку Об. Пізніше, на початку XVII століття, засновано Барабинський та Убинський остроги. На терені сучасної Новосибірської області воєвода Яків Тухачевський узяв штурмом Чингис-містечко татарського мурзи Тарлави та залишив там козацьку залогу. В середині XVII століття в районі теперішнього Бердська з'явилася «роз'їзна» станиця томських козаків.
У 1770 138 засланих на Сибір за участь у Коліївщині запорожців та гетманських козаків було етаповано до Омська, а відтак зараховано до лінійних козаків та оселено на Ішимській та Прєсногорьковській лініях (зокрема, у фортеці Св. Петра).

### Масова українська колонізація Сибіру
Заселення українцями Сибіру розпочалося з другої половини сімдесятих-вісімдесятих років XIX століття і різко зросло після спорудження західної і центральної гілок Транссибірської залізниці, будівництво якої велося в 1895–1905 роках із обидвох кінців (Владивостока і Уралу). Особливого розмаху набув внаслідок Столипінської реформи — наділу безземельних селян (переважно з України і Росії) вільними землями в Сибіру. Українці селилися в основному поблизу цієї залізниці, переважно в селах, і займалися землеробством і тваринництвом. Зокрема, переселенці з села Голінки Конотопського повіту взяли участь у залюдненні села Новосєльє (Новосілля, нині — Корміловського району Омської обл.), вихідці з північної частини Володимир-Волинського повіту заселили село Красногірку (нині неіснуюче, в північно-західній частині Куйбишевського району Новосибірської області), вихідці з Київського повіту та Чернігівщини — село Решоти (нині Кочковського району). За переписом 1897 року в Сибіру проживало понад 200 тис. українців. Велика кількість українців з'явилася тут внаслідок евакуації слідом за відступаючим російським військом з Холмщини та Волині у 1915 році.
В Казахстані українці, здебільшого ті, що походили з Лівобережжя, почали селитися з 1870-х. Різко зросли міграційні потоки після введення в 1905 залізниці Оренбург—Арись.

### Український рух у Західному Сибіру у 1917—1918
Лютнева (березнева) революція 1917 року в Росії викликала політичній рух поміж всього населення Сибіру. Відкрилися також значні можливості для українських поселенців в Сибіру та багатьох українських вояків, що там перебували в процесі мобілізації та формування.
23 березня 1917 в Томську відбулася перша масова демонстрація українців. Цього дня було реалізовано грандіозну всеросійську маніфестацію центральними вулицями міста. Попри те, що українська громада саме щойно розпочала своє становлення, вона спромоглася оперативно мобілізуватися та здивувати томичів. Зокрема, було виготовлено величезну блакитно-жовту хоругву із написом «Республіка. Автономія України», кілька прапорів та транспарантів, організовано власну невелику колону. З огляду на несподіваність свята, тільки порівняно невелика група українських активістів була біля свого національного прапора. До української колони долучилися також і галичани з числа місцевих австрійських військовополонених, зокрема, Січові стрільці. Небачений доти в цьому сибірському місті український стяг справді привертав усезагальну увагу.
Незабаром постали українські організації в Омську (Українська Вільна Громада), Томську (Окружна Рада), Славгороді, Кургані, Бійську, Каїнську (Алтайська Губернська Рада), Новомиколаївську (Українська Просвіта) та ін. В Омську діяли філії допомогових установ, що постали в Києві з метою опіки над українцями з Галичини й Буковини, вивезеними російською владою до Росії та українцями-вояками австро-угорської армії, що опинилися в російському полоні; вони мали відділи в низці міст Сибіру.
Частина українських полонених (вояків австро-угорської армії) долучилася до українського життя в Сибіру. Тут почали виходити українські газети: «Український Голос» в Омську та «Українське Слово» в Томську. Одночасно постали військові організації та в кінці 1917 року велися формування окремих українських військових частин; відомо, що з них найбільш успішним був курінь імені гетьмана Петра Сагайдачного в Омську і батальйони в Іркутську й інших містах. Всього в Сибіру було сформовано 9 українських полків, але через деякий час 7 з 9 полків було розформовано, через їх ненадійність.
Врешті, на початку серпня 1917 в Омську відбувся Перший Українській З'їзд Сибіру, який заснував Головну Українську Раду Сибіру (голова Г. Концевич, заступник М. Новосельський) та вислав делеґата до Української Центральної Ради в Києві.
Ще до жовтневої революції й перемоги більшовиків у першій половині жовтня 1917 відбувся з'їзд демократичних партій Сибіру (серед них перевагу мали сибірські обласники й есери), який проголосив автономію Сибіру і скликав Надзвичайний З'їзд Сибіру, що відбувся у Томську 6 — 15 грудня 1917 року і створив орган тимчасової влади Сибіру — Сибірську Тимчасову Обласну Думу (до її складу мали входити 5 українських представників) та відповідальну перед нею Обласну Раду («Совєт») — уряд Сибіру, до складу якого входив українець Сулима. Надзвичайний з'їзд Сибіру вислав привітання до Української Центральної Ради у Києві з нагоди проголошення Третього Універсалу, а Обласна Рада 7 січня 1918 року повідомила більшовицьку владу в Петрограді, що вона її не визнає.
Наприкінці січня 1918 Томська рада робітників і солдатів розігнала Сибірську Обласну Раду, але з її доручення далі діяв Тимчасовий Автономний Уряд Сибіру; так в Сибіру утворилося двовладдя. Позиція Сибірської Обласної Ради і Тимчасового Автономного Уряду Сибіру зміцнилася, коли проти більшовиків виступив накрикінці травня 1918 року Чехо-словацький корпус, у квітні 1918 року висадився японський і англійський десант у Владивостоці, а у серпні — американський корпус генерала Ґревса.
У житті українців Сибіру важливою подією був Другий Сибірський Всеукраїнський з'їзд в Омську (11 — 13 серпня 1918 року), який вимагав від Сибірської Обласної Думи проголошення самостійності Сибіру та здійснення принципу самоврядування для окремих національностей, зокрема для українців, і створення Сибірської армії для охорони країни. Однак у громадянській війні перемогли сили білих росіян, Тимчасовий Автономний Уряд Сибіру у листопаді 1918 року передав владу утвореному в Уфі Тимчасовому Всеросійському Урядові, який незабаром очолив Верховний правитель Росії адмірал О. Колчак, і разом з тим український рух у Сибіру був загальмований. Український курінь імені гетьмана Петра Сагайдачного, після великих втрат на уральському фронті проти більшовиків, перестав існувати в кінці 1919 року. У подальшій війні військо Колчака дійшло майже до Волги (березень 1919 року), але згодом зазнало поразки, а в січні 1920 року його армію було розбито, і Сибір здобули більшовики. У листопаді 1920 року вони остаточно опанували Далекий Схід.

### Репресії
Коли настав «великий терор» тридцятих років, репресували й новосибірських українців. З них відзначимо учасника Громадянської війни (на боці більшовиків) поета й прозаїка Павла Кононенка (1900—1971). Після таборів він відбував заслання в Піхтовці Коливанського району. Щоправда, це було вже наприкінці сорокових та на початку п'ятдесятих років. Тут він написав чи не єдиний за роки неволі вірш «Струмок біжить в долину».

### Післявоєнна міграція
В 1950-х роках багато українців осіло в Казахстані, освоюючи цілинні землі. Загалом там проживає близько 800 тис. українців і на сьогодні діаспора в Казахстані є другою за чисельністю (на пострадянському просторі) після української діаспори в Росії.

## Національний склад
За переписом 1926 року у степовому краю проживало 1 358 000 українців. Виділяють смугу шириною 150—500 кілометрів, у якій українці становили більшість. Її площа 460 000 км², у тому числі 405 000 км² у Казахстані та 5 500 км² у Сибіру. Вона простягалася майже на 2 000 кілометрів від Оренбурга на Заході до Семипалатинська в передгір'ї Алтайських гір на Сході. На цій території українці становили більшість у 44 районах з 81. Всього в 1926 їх було тут 915 000 осіб, і вони становили 40,4 % всього населення, в той час як казахів нараховувалось 27 %, а росіян — 22 %.
Зокрема у Славгородському окрузі (сучасний Алтайський край РФ) національний склад був таким:
- українці — 202 748 (47 %)
- росіяни — 175 156 (40.4 %)

В Кустанайському окрузі (Казахстан):
- українці — 160 844 (41.3 %)
- казахи — 123 411 (31.7 %)
- росіяни 82 661 (21.2 %)

в Акмолинській губернії українці становили 312 338, в Омському окрузі — 159 694, в Оренбурзькій губернії — 112 108, в Семипалатинській області — 140 233, в Актюбинській губернії — 88 413.
1930-ті роки позначені сталінським терором і репресіями та здійсненням агресивної русифікації, яка спрямовувалась передусім на асиміляцію неросійських слов'янських народів. Після цього офіційна кількість українців у Сибіру та інших регіонах за межами Української РСР суттєво занижувалась радянською владою, в тому числі фальсифікаціями розрахунків та створенням умов, коли українці не називали себе такими під час обліків.
28 серпня 2020 року Омський обласний суд у Росії задовольнив адміністративний позов обласного управління Міністерства юстиції Росії і ухвалив рішення про ліквідацію Омської регіональної громадської організації «Сибірський центр української культури «Сірий клин». Рішення ліквідувати громадську організацію «Сірий клин» засудив Світовий конгрес українців, до якого входить ця організація.

## Відомі українці, пов'язані з Сибіром життям та працею
Арсеній (Мацеєвич) (1697 —1772) — український просвітитель Росії, митрополит Сибірський і Тобольський у 1741—1742 рр., жертва імперського режиму, священномученик.
Мирович Василь Якович (1740 —1764) — організатор невдалої спроби державного перевороту в Російській імперії з метою скинення з престолу Катерини ІІ і проголошення імператором Івана VI Антоновича. Онук Федора Мировича. Народився на засланні у Сибіру.
Геннадій Місяць — фізик, засновник Уральського відділення РАН.